# Mistrovství světa v judu 2003
XXII. mistrovství světa v judu se konalo v Ósaka-džó Hall v Ósace ve dnech 11. – 14. září 2003.

## Program
- ČTV – 11.09.2003 – těžká váha (+100 kg, +78 kg) a polotěžká váha (−100 kg, −78 kg)
- PAT – 12.09.2003 – střední váha (−90 kg, −70 kg) a polostřední váha (−81 kg, −63 kg)
- SOB – 13.09.2003 – lehká váha (−73 kg, −57 kg) a pololehká váha (−66 kg, −52 kg)
- NED – 14.09.2003 – superlehká váha (−60 kg, −48 kg) a bez rozdílu vah

## Výsledky

### Muži
| Kategorie | Zlato                   | Stříbro                    | Bronz                    | Bronz                   |
| --------- | ----------------------- | -------------------------- | ------------------------ | ----------------------- |
| −60 kg    | Čchö Min-ho (KOR)       | Craig Fallon (GBR)         | Tadahiro Nomura (JPN)    | Anís Lounifi (TUN)      |
| −66 kg    | Araš Mir'esmaejlí (IRI) | Larbi Benboudaoud (FRA)    | Yordanis Arencibia (CUB) | Magomed Džafarov (RUS)  |
| −73 kg    | I Won-hui (KOR)         | Daniel Fernandes (FRA)     | João Neto (POR)          | Vitalij Makarov (RUS)   |
| −81 kg    | Florian Wanner (GER)    | Sergei Aschwanden (SUI)    | Robert Krawczyk (POL)    | Alexej Budolin (EST)    |
| −90 kg    | Hwang Hui-te (KOR)      | Zurab Zviadauri (GEO)      | Sergej Kucharenko (BLR)  | Carlos Honorato (BRA)   |
| −100 kg   | Kósei Inoue (JPN)       | Ghislain Lemaire (FRA)     | Igor Makarov (BLR)       | Mário Sabino (BRA)      |
| +100 kg   | Jasujuki Muneta (JPN)   | Dennis van der Geest (NED) | Tamerlan Tmenov (RUS)    | Jevgenij Sotnikov (UKR) |

### Ženy
| Kategorie | Zlato                     | Stříbro                      | Bronz                        | Bronz                        |
| --------- | ------------------------- | ---------------------------- | ---------------------------- | ---------------------------- |
| −48 kg    | Rjóko Tamuraová (JPN)     | Frédérique Jossinetová (FRA) | Neşe Şensoyová (TUR)         | Danieska Carriónová (CUB)    |
| −52 kg    | Amarilis Savónová (CUB)   | Annabelle Euranieová (FRA)   | Raffaella Imbrianiová (GER)  | Juki Jokosawaová (JPN)       |
| −57 kg    | Kje Sun-hui (PRK)         | Yvonne Bönischová (GER)      | Yurisleidys Lupeteyová (CUB) | Deborah Gravenstijnová (NED) |
| −63 kg    | Daniela Krukowerová (ARG) | Driulis Gonzálezová (CUB)    | Anna von Harnierová (GER)    | Ylenia Scapinová (ITA)       |
| −70 kg    | Masae Uenová (CUB)        | Leyén Zuluetaová (CUB)       | Edith Boschová (NED)         | Annett Böhmová (GER)         |
| −78 kg    | Noriko Annová (JPN)       | Yurisel Labordeová (CUB)     | Edinanci Silvaová (BRA)      | Esther San Miguelová (ESP)   |
| +78 kg    | Sun Fu-ming (CHN)         | Maki Cukadaová (JPN)         | Tea Donguzašviliová (RUS)    | Karina Bryantová (GBR)       |